# Хрватске новине
Хрватске новине су часопис удружења Хрватска независна листа, који од 2013. године излази у Суботици.
Новине су регистроване у Регистру медија под бројем NV000763.
Теме којима се лист бави су култура и историја хрватске мањине у Србији, друштвене прилике и свакодневна политика у Војводини.
Хрватске новине излазе једном месечно.
Колумнисти листа су Златко Ифковић, Михаел Илић, Иван Тумбас, Љубица Коларић-Думић, Миле Прпа и Синиша Божулић.

## Види
- Суботичке новине
- Хрватска ријеч